# فولاد فنر
فولاد فنر (به انگلیسی: Spring steel) نام گستره فراوانی از فولادهای مختلف است که در ساخت فنرها، مخصوصاً کمک فنرهای خودرو و سیستم‌های تعلیق ماشین آلات صنعتی کاربرد دارد. معمولاً این فنرها، فولادهای آلیاژ-پایین منگنز دار، فولادهای کربن-متوسط یا فولادهای پرکربن با استحکام‌های تسلیم خیلی بالا هستند. استحکام تسلیم بالا اجازه می‌دهد که فنرهای فولادی پس از تغییرشکل‌های نسبتاً بزرگ دوباره به حالت اولیه خود بازگردند.

## درجه‌های مختلف
بسیاری از درجه‌های مختلف فولادها را می‌توان سختکاری و تمپر کرد تا برای کاربرد فنر مناسب شوند، با این حال بعضی از فولادها خواص بسیار مناسب تری برای اینکار دارند.
| SAE grade (ASTM grade)                   | ترکیب شیمیایی                                                                                    | استحکام تسلیم                                                 | سختی (HRC) | سختی (HRC) | ملاحظات                                   |
| SAE grade (ASTM grade)                   | ترکیب شیمیایی                                                                                    | استحکام تسلیم                                                 | معمول      | ماکزیمم    | ملاحظات                                   |
| ---------------------------------------- | ------------------------------------------------------------------------------------------------ | ------------------------------------------------------------- | ---------- | ---------- | ----------------------------------------- |
| ۱۰۷۰                                     | ۰٫۶۵–۰٫۷۵٪ کربن، ۰٫۶۰–۰٫۹۰٪ منگنز، ماکزیمم .۰۵۰٪ گوگرد، ماکزیمم. ۰۴۰٪ فسفر                       | معمولاً در حالت بازپخت شده به فروش می‌رسد.                      | 165vpn     | 180vpn     | CS70, CK67, C70E                          |
| 1074/1075                                | ۰٫۷۰–۰٫۸۰٪ کربن، ۰٫۵۰–۰٫۸۰٪ منگنز، ماکزیمم. 0.030% فسفر, ماکزیمم. 0.035% گوگرد                   | ۶۲–۷۸ کیلو پاوند بر اینچ مربع (۴۳۰–۵۳۰ مگاپاسکال)             | 44–50      | ۵۰         | آبی روشن یا براق.                         |
| 1080 (A228)                              | ۰٫۷–۱٫۰٪ کربن، ۰٫۲–۰٫۶٪ منگنز، ۰٫۱–۰٫۳٪ سیلیسیم                                                  |                                                               |            |            | سیم پیانو، سیم موسیقی، فنرها، دیسک کلاچ   |
| 1095 (A684)                              | ۰٫۹۰–۱٫۰۳٪ کربن، ۰٫۳۰–۰٫۵۰٪ منگنز، ماکزیمم ۰٫۰۳۰٪ فسفر، ماکزیمم ۰٫۰۳۵٪ گوگرد                     | ۶۰–۷۵ کیلو پاوند بر اینچ مربع (۴۱۳–۵۱۷ مگاپاسکال), بازپخت شده | 48–51      | ۵۹         | فولاد فنر آبی زنگ یا روشن براق            |
| 5160 (A689)                              | ۰٫۵۵–۰٫۶۵٪ کربن، ۰٫۷۵–۱٫۰۰٪ منگنز، ۰٫۷۰–۰٫۹۰٪ کروم                                               | ۹۷ کیلو پاوند بر اینچ مربع (۶۶۹ مگاپاسکال)                    |            | ۶۳         | فولاد فنر کروم-سیلیسیم؛ مقاوم به خستگی    |
| 50CrV4 (EN 10277)                        | ۰٫۴۷–۰٫۵۵٪ کربن، ماکزیمم ۱٫۱۰٪ منگنز، ۰٫۹۰–۱٫۲۰٪ کروم، ۰٫۱۰–۰٫۲۰٪ وانادیم، ماکزیمم ۰٫۴۰٪ سیلیسیم | ۱۲۰۰ مگاپاسکال                                                |            |            | Old British 735 H1steel, SAE 6150, 735A51 |
| ۹۲۵۵                                     | ۰٫۵۰–۰٫۶۰٪ کربن، ۰٫۷۰–۰٫۹۵٪ منگنز، ۱٫۸۰–۲٫۲۰٪ سیلیسیم                                            |                                                               |            |            |                                           |
| 301 spring- برگشت داده شده فولاد زنگ نزن | ۰٫۰۸–۰٫۱۵٪ کربن، ماکزیمم ۲٫۰۰٪ منگنز، ۱۶٫۰۰–۱۸٫۰۰٪ کروم، ۶٫۰۰–۸٫۰۰٪ نیکل                         | ۱۴۷ کیلو پاوند بر اینچ مربع (۱۰۱۴ مگاپاسکال)                  |            | ۴۲         | معادل با EN 10088-2 1.4310, X10CrNi18-8   |